# Johann Hochhauser

Johann Hochhauser, um 1890

Johann Hochhauser (* 10. März 1834 in Weinberg, Gemeinde Offenhausen, Bezirk Wels-Land; † 31. Jänner 1908 in Steyr) war Advokat und Abgeordneter zum Österreichischen Abgeordnetenhaus.

## Leben
Johann Hochhauser war Sohn des Landwirts Josef Hochhauser († 1854). Ab 1847 ging er in ein Gymnasium in Linz und studierte danach von 1855 bis 1859 Rechtswissenschaft an der Universität Wien. 1861 promovierte er zum Doktor der Rechtswissenschaften. Danach wurde er 1862 Advokaturskonzipient und von 1869 bis 1897 war er Advokat in Steyr. Er arbeitete auch als Rechtskonsulent der Waffenfabrik J. F. Werndl & Comp. und war ab der Umwandlung in eine Aktiengesellschaft von 1869 bis 1897 Verwaltungsrat und von 1897 bis 1899 Generaldirektor der Österreichischen Waffenfabriks-Gesellschaft in Steyr. Im Jahr 1888 wurde er Mitgründer und Präsident der Steyrtalbahn. Er kaufte auch mehrere Bauerngüter bei Steyr.
Johann Hochhauser war von 1867 bis 1869 und von 1885 bis 1890 Mitglied im Oberösterreichischen Landtag (II. und VII. Wahlperiode), als Abgeordneter der Städte und Industrialorte (Wahlbezirk Enns). Von 1869 bis 1900 war er Gemeinderat von Steyr. Er war auch Ehrenbürger von Steyr und der Gemeinde Nußbach und war Ritter des Ordens der Eisernen Krone 3. Klasse und des Franz-Joseph-Ordens. Nach ihm wurde in Steyr nach seinem Tod die Hochhauserstraße benannt (⊙).
Er starb am 31. Januar 1908 im Alter von 73 Jahren an Marasmus.
Er war römisch-katholisch und ab 1860 verheiratet mit Theresie Sedlmayr († 1887), mit der er zwei Töchter und einen Sohn hatte, wobei allerdings ein Sohn und eine Tochter jung verstorben sind. Nach dem Tod seiner Ehefrau heiratete er 1892 Emma Moser, die nach seinem Tod noch einmal geheiratet und in zweiter Ehe den Namen Kirchberger angenommen hat.

## Politische Funktionen
Johann Hochhauser war vom 28. Januar 1886 bis zu seinem Rücktritt (aus Gesundheitsgründen) am 17. September 1888 Abgeordneter des Abgeordnetenhauses im Reichsrat (VII. Legislaturperiode) und war dort für die Kurie Oberösterreich, Städte 3 (Steyr, Sierning, Sierninghofen, Neuzeug, Kremsmünster, Hall, Neuhofen, Kirchdorf, Micheldorf, Windischgarsten, Grünburg, Steinbach, Weyer) zuständig. Er war der Nachfolger des verstorbenen Franz Wickhoff. Sein Nachfolger war August Edlbacher.

## Klubmitgliedschaften
Johann Hochhauser war Mitglied im deutschfortschrittlichen Deutschösterreichischen Klub.